# LG Q 시리즈
LG Q 시리즈는 2017년 7월 11일, LG전자가 새롭게 출시한 준프리미엄 라인업이다. 프리미엄 스마트폰 라인업인 LG G 시리즈와 LG V 시리즈보다 아래에 위치했고, 보급형 스마트폰 라인업인 LG X 시리즈와 LG K 시리즈보다 위에 위치했다. 상위 제품인 LG G 시리즈와 LG V 시리즈의 프리미엄 기능들은 그대로 계승하면서, 프리미엄 제품보다 가격을 낮춘 점이 특징이다.

## 안드로이드 스마트폰

### 2018년 공개 모델

#### LG Q8 (2018) / Q 스타일러스
(SK텔레콤, KT, LG유플러스 전용 모델 : LM-Q815S/K/L)

## 같이 보기
- LG G 시리즈
- LG V 시리즈
- LG X 시리즈
- LG K 시리즈